# نهائي دوري أبطال أوروبا للسيدات 2024
نهائي دوري أبطال أوروبا للسيدات 2024 هي المباراة الختامية لمسابقة دوري أبطال أوروبا للسيدات 2023–24، من الموسم الثالث والعشرون من دوري أبطال أوروبا للسيدات لكرة القدم للأندية النسائية الأولى في أوروبا والتي ينظمها الاتحاد الأوروبي لكرة القدم، والموسم الخامس عشر منذ التنظيم الجديد وإعادة تسميتها من كأس الاتحاد الأوروبي للسيدات إلى كأس الاتحاد الأوروبي لكرة القدم للسيدات. دوري أبطال أوروبا للسيدات. أقيمت المباراة على ملعب سان ماميس في بلباو بإسبانيا، يوم 25 مايو 2024، بين نادي برشلونة الإسباني ونادي ليون الفرنسي، تكرارًا لنهائيات 2019 و2022.
يعتبر هذا النهائي تكرارًا لنهائي 2019 و2022، وكلاهما فاز به ليون. تم تأطيرها على أنها تجمع بين عملاقي كرة القدم النسائية – برشلونة هو الفريق الأكثر سيطرة في عشرينيات القرن الحادي والعشرين ولكنه لم يهزم ليون أبدًا، بينما يحمل ليون رقمًا قياسيًا تاريخيًا من الانتصارات في دوري أبطال أوروبا – وبالتالي مباراة لتحديد أي من الاثنين. كان الأفضل بشكل عام.

## الفرق
"في الجدول التالي، كانت النهائيات حتى عام 2009 في عصر كأس الاتحاد الأوروبي للسيدات، ومنذ عام 2010 كانت في عصر دوري أبطال أوروبا للسيدات."
| فريق    | المشاركات السابقة في النهائيات (بالخط العريض يشير إلى الفائزين)          |
| ------- | ------------------------------------------------------------------------ |
| برشلونة | 4 (2019 · 2021 · 2022 · 2023)                                            |
| ليون    | 10 (2010 · 2011 · 2012 · 2013 · 2016 · 2017 · 2018 · 2019 · 2020 · 2022) |

## المكان
أعلنت اللجنة التنفيذية للاتحاد الأوروبي لكرة القدم في 16 يوليو 2021 أنه بسبب فقدان حقوق استضافة بطولة أمم أوروبا 2020، مُنح سان ماميس في بلباو حقوق استضافة نهائي دوري أبطال أوروبا 2024 ونهائي الدوري الأوروبي 2025. كان هذا جزءًا من اتفاقية تسوية من قبل الاتحاد الأوروبي لكرة القدم للاعتراف بالجهود والاستثمارات المالية المبذولة لاستضافة البطولات الأوروبية.
هذه هي المرة الثالثة التي يقام فيها نهائي دوري أبطال أوروبا للسيدات في إسبانيا، بعد نهائي 2010 في خيتافي ونهائي 2020 في سان سيباستيان خاض نادي ليون كلا النهائيين السابقين اللذين استضافتهما إسبانيا، وفاز في عام 2020. تم اختيار برشلونة ليكون الفريق المضيف، وذكرت التقارير أن الملعب بدا وكأنه على أرض نادي برشلونة حيث يسافر حوالي 40.000 من مشجعي برشلونة عبر إسبانيا للحضور.
تم استضافة مناطق المشجعين الرسمية للاتحاد الأوروبي لكرة القدم لكلا الفريقين بالقرب من الملعب في بلباو، وهي المرة الأولى التي أقيمت فيها مناطق المشجعين لنهائي دوري أبطال أوروبا للسيدات. دفعت الشعبية المتوقعة للمباراة الاتحاد الأوروبي لكرة القدم إلى إنشاء مناطق للمشجعين، مع العدد الاستثنائي من مشجعي برشلونة المسافرين مما أدى في النهاية إلى تسجيل رقم قياسي عالمي لأكبر فرقة متنقلة في كرة القدم النسائية وتاريخ بلباو في دعم كرة القدم للسيدات. 

## الطريق إلى النهائي
ملاحظة: في جميع النتائج أدناه، يتم إعطاء النتيجة للمتأهل للمباراة النهائية أولاً (د: داخل الأرض؛ خ: خارج الأرض).
| برشلونة               | برشلونة               | برشلونة               | برشلونة               | المرحلة            | ليون                   | ليون                   | ليون                   | ليون                   |
| --------------------- | --------------------- | --------------------- | --------------------- | ------------------ | ---------------------- | ---------------------- | ---------------------- | ---------------------- |
| الخصم                 | النتيجة               | النتيجة               | النتيجة               | مرحلة المجموعات    | الخصم                  | النتيجة                | النتيجة                | النتيجة                |
| بنفيكا                | 5–0 (د)               | 5–0 (د)               | 5–0 (د)               | الجولة الأولى      | سلافيا براغ            | 9–0 (خ)                | 9–0 (خ)                | 9–0 (خ)                |
| آينتراخت فرانكفورت    | 3–1 (خ)               | 3–1 (خ)               | 3–1 (خ)               | الجولة الثانية     | سانت بولتن             | 2–0 (د)                | 2–0 (د)                | 2–0 (د)                |
| روسينجورد             | 6–0 (خ)               | 6–0 (خ)               | 6–0 (خ)               | الجولة الثالثة     | بران                   | 3–1 (د)                | 3–1 (د)                | 3–1 (د)                |
| روسينجورد             | 7–0 (د)               | 7–0 (د)               | 7–0 (د)               | الجولة الرابعة     | بران                   | 2–2 (خ)                | 2–2 (خ)                | 2–2 (خ)                |
| آينتراخت فرانكفورت    | 2–0 (د)               | 2–0 (د)               | 2–0 (د)               | الجولة الخامسة     | سانت بولتن             | 7–0 (خ)                | 7–0 (خ)                | 7–0 (خ)                |
| بنفيكا                | 4–4 (خ)               | 4–4 (خ)               | 4–4 (خ)               | الجولة السادسة     | سلافيا براغ            | 2–2 (د)                | 2–2 (د)                | 2–2 (د)                |
| متصدر المجموعة الأولى | متصدر المجموعة الأولى | متصدر المجموعة الأولى | متصدر المجموعة الأولى | الترتيب النهائي    | متصدر المجموعة الثانية | متصدر المجموعة الثانية | متصدر المجموعة الثانية | متصدر المجموعة الثانية |
| الخصم                 | إجم.                  | الذهاب                | الإياب                | مرحلة خروج المغلوب | الخصم                  | إجم.                   | الذهاب                 | الإياب                 |
| بران                  | 5–2                   | 2–1 (خ)               | 3–1 (د)               | ربع النهائي        | بنفيكا                 | 6–2                    | 2–1 (خ)                | 4–1 (د)                |
| تشيلسي                | 2–1                   | 0–1 (د)               | 2–0 (خ)               | نصف النهائي        | باريس سان جيرمان       | 5–3                    | 3–2 (د)                | 2–1 (خ)                |

## المباراة

### ملخص

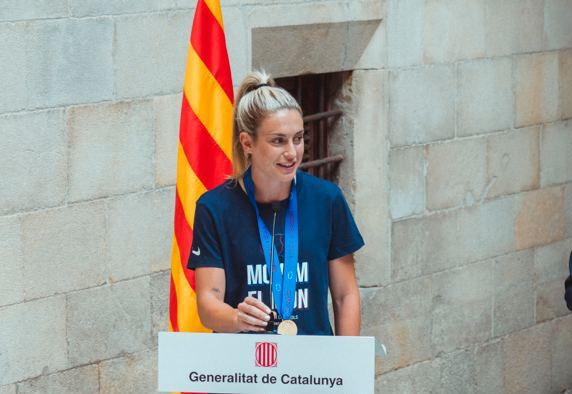
أليكسيا بوتياس تلقي خطابًا في قصر عموم كتالونيا في برشلونة، إسبانيا، في اليوم التالي لفوز برشلونة في النهائي.

وفي الدقائق الأولى من المباراة، أصيبت مدافعة برشلونة إيرين باريديس بآلام في الكاحل إثر التحام من مهاجم ليون ميلتشي دومورناي، لكنها تمكنت من الاستمرار؛ بعد لحظات من اللعب، خلقت دومورناي الفرصة الأولى للمباراة لكن الكرة اعترضتها لاعبة برشلونة لوسي برونز. ورد برشلونة على الفور بتسديدة من قبل سلمى بارالويلو في الدقيقة السادسة تصدت لها كريستيان إندلر بسهولة. وسنحت فرص أخرى لبرشلونة دون جدوى، قبل أن يحصل ليون على ركلة ركنية في الدقيقة 14 وكاد أن يسجل من إبعاد خاطئ من برونز قبل أن تستحوذ كاتا كول على الكرة. بعد دقائق تحصل برشلونة على ركلة حرة في الثلث الهجومي، والتي تم إبعادها، قبل أن ترسل الجناح كارولين جراهام هانسن عرضية أخرى تم ابعادها عن طريق لوسي برونز. استمر اللعب المتكافئ بين الفريقين مع استمرار التحديات البدنية بين باريديس ودومورناي، حتى الدقيقة 28 عندما تمكنت ماريونا كالدينتي لاعبة برشلونة من الانطلاق بالكرة عبر خط الوسط دون منازع نحو المرمى؛ تم إنقاذ تسديدتها بواسطة إندلر. الفرصة الكبيرة التالية جاءت أمام ليون في الدقيقة 36، عندما لم تتمكن كول إلا من صد كرة عرضية داخل منطقة الجزاء؛ اعترضت باريديس الكرة وأخذ برشلونة الكرة مرة أخرى من قبل جراهام هانسن. طلب لاعبات برشلون ركلة جزاء في الدقيقة 37 بعد أن سقوط بارالويلو على الأرض داخل منطقة الجزاء، بعد لحظات حصل ليون على ركلة حرة لكن أنقذت حارسة المرمىى كول الضربة الرأسية للمدافع ويندي رينارد بسهولة. وحفز جراهام هانسن هجوم برشلونة قبل أن يحصل على فرصته آخر في الدقيقة 44، لكن تم أبعاد الكرة أيضًا عن المرمى. وبعد دقيقتين إضافيتين، انتهى الشوط الأول بالتعادل السلبي.
بدأ ليون الشوط الثاني بمحاولة مباشرة على المرمى وبدا الجانب الأكثر خطورة في الدقائق الأولى من الشوط الثاني. في الدقيقة 55 حاولت كيرا والش لاعب برشلونة لعب تمريرة بينية لجراهام هانسن من خط الوسط، لكن الحكم ريبيكا ويلش اعترضت طريقه عن طريق الخطأ ولمست الكرة، مما اضطره إلى استئناف اللعب بلاسقاط ما أثار غضب لاعبات برشلونة. تم منع الفرص على كلا الطرفين في الدقائق الخمس التالية قبل أن تشق لاعبة برشلونة ايتانا بونماتي طريقها داخل منطقة الجزاء وتسدد انحرافت عن مدافع ليون فانيسا فوق إندلر وداخل الشباك لكسر الجمود ويتقدم برشلونة بنتيجة 1-0 في الدقيقة 63. في سبعة دقائق حصلت ويندي رينارد على بطاقة صفراء بعد التحامها مع جراهام هانسن. تم تنفيذ الركلة الحرة من قبل لاعب خط وسط ليون دانييل فان دي دونك، مع احتساب ركلة حرة أخرى وصدها. قام جراهام هانسن بانطلاقة آخر داخل منطقة الجزاء في الدقيقة 75، وتم منعها من التسديد من خلال تدخل انزلاقي من سلمى باشا. تمكن ليون بعد ذلك من الوصول لداخل منطقة الجزاء في الدقيقة 78، بعد أن تم اسقاط مدافع برشلونة أونا باتل على الأرض بواسطة كاديدياتو دياني؛ محاولة دياني العرضية تصدت لها حارسة مرمى كول، في هذه العملية اصطدمت كول وليندسي لاعب ليون. تم علاج كل من كول، التي كانت تمسك كاحلها، وباتل، المصابتين بإصابة في الوجه تنزف بغزارة، على أرض الملعب لعدة دقائق. في الوقت المتبقي استمر استحوذ برشلونة على الكرة دون أن يحقق أي اختراق، وحصل ليون على محاولة في الدقيقة 87 عن طريق ليندسي هوران سددها بعيدًا عن المرمى. تم إضافة ست دقائق من الوقت المحتسب بدل الضائع، حيث تم إدخال لاعب خط وسط برشلونة أليكسيا كلاعبة بديلة في الدقيقة 92 من المباراة، بعدها بدقائق تمكن بوتياس من أخذ الكرة من لاعبة دومورناي داخل منطقة جزاء فريق ليون في الدقيقة 94 ثم سجل من لعب جماعية في الدقيقة 95 وتصبح النتيجة 2-0 لنادي برشلونة. مع فرحتها الغامرة في الاحتفال بالهدف خلعت بوتياس قميصها وحصلت على بطاقة صفراء في الدقيقة 96 . وانتهت المباراة بعد وقت قصير من استئناف اللعب، ليحقق نادي برشلونة للسيدات الفوز الأول على نادي ليون.

### التفاصيل
وتم تحديد الفريق "المضيف" (للأغراض الإدارية) من خلال قرعة إضافية أجريت بعد قرعة ربع النهائي ونصف النهائي.
| برشلونة                    | 0-2 | ليون |
| -------------------------- | --- | ---- |
| بونماتي 63' · بوتياس 5+90' |     |      |

| برشلونة | ليون |

| GK               | 13 | كاتا كول                      |       |       |
| RB               | 15 | لوسي برونز                    |       |       |
| CB               | 2  | إيرين باريديس                 |       |       |
| CB               | 23 | إنجريد إنجين                  |       |       |
| LB               | 16 | فريدولينا رولفو               |       | 66'   |
| CM               | 14 | ايتانا بونماتي                |       |       |
| CM               | 21 | كيرا والش                     |       | 90+2' |
| CM               | 12 | باتريشيا غويغارو              |       |       |
| RF               | 10 | كارولين غراهام هانسن          |       |       |
| CF               | 7  | سلمى بارالويلو                |       | 85'   |
| LF               | 9  | ماريونا كالدينتي              |       | 90+2' |
| البدلاء:         |    |                               |       |       |
| GK               | 1  | ساندرا بانوس                  |       |       |
| GK               | 25 | جيما فونت                     |       |       |
| DF               | 4  | ماريا بيلار ليون              |       |       |
| DF               | 5  | جانا فرنانديز                 |       |       |
| DF               | 8  | مارتا توريخون                 |       |       |
| DF               | 22 | أونا باتل                     |       | 66'   |
| DF               | 34 | مارتينا فرنانديز [الإنجليزية] |       |       |
| MF               | 11 | أليكسيا بوتياس                | 90+6' | 90+2' |
| MF               | 30 | فيكي لوبيز                    |       |       |
| FW               | 6  | كلاوديا بينا                  |       | 90+2' |
| FW               | 19 | برونا فيلامالا                |       |       |
| FW               | 24 | إيسمي بروجتس                  |       | 85'   |
| المدرب:          |    |                               |       |       |
| جوناتان خيرالديز |    |                               |       |       |

| GK              | 1  | كريستيان إندلر     | 90+7' |     |
| RB              | 12 | إيلي كاربنتر       |       |     |
| CB              | 3  | ويندي رينار        | 70'   |     |
| CB              | 21 | فانيسا غيليس       |       | 81' |
| LB              | 4  | سلمى باشا          |       |     |
| CM              | 26 | ليندسي هوران       |       |     |
| CM              | 13 | داماريس إيغورولا   |       |     |
| CM              | 17 | دانييل فان دي دونك |       | 81' |
| RF              | 11 | كاديدياتو دياني    |       |     |
| CF              | 6  | ميلشي دومورناي     |       |     |
| LF              | 20 | ديلفين كاسكارينو   |       | 63' |
| البدلاء:        |    |                    |       |     |
| GK              | 16 | فيرين بلحاج        |       |     |
| GK              | 30 | لورا بنكارت        |       |     |
| DF              | 5  | بيرل موروني        |       |     |
| DF              | 18 | أليس سومبث         |       |     |
| DF              | 24 | أليس ماركيز        |       |     |
| DF              | 29 | جريدج مبوك باتي    |       |     |
| MF              | 7  | أمل ماجري          |       | 63' |
| MF              | 10 | دزينيفر ماروزسان   |       |     |
| FW              | 14 | آدا هيغربرغ        |       | 81' |
| FW              | 27 | فيكي بيتشو         |       | 81' |
| المدرب:         |    |                    |       |     |
| سونيا بومباستور |    |                    |       |     |

| أفضل لاعبة في المباراة: ايتانا بونماتي (برشلونة) الحكام المساعدون: ناتالي أسبينال (إنجلترا) إميلي كارني (إنجلترا) الحكم الرابع: إيفانا مارتينيتش (كرواتيا) حكم مساعد احتياطي: سانيا روداك كارسيتش (كرواتيا) حكم تقنية الفيديو: ستيوارت أتويل (إنجلترا) مساعد حكم تقنية الفيديو: كاترين رافالسكي (ألمانيا) مساعد حكم تقنية الفيديو تسلل: كاتالين كولشار (المجر) | قواعد المباراة - يقام نهائي المسابقة من مباراة واحدة بنظام خروج المغلوب. - تلعب المباراة من 90 دقيقة مقسومة إلى شوطين مدة كل شوط 45 دقيقة. - تلعب أشواط إضافية في حال استمرار التعادل من 30 دقيقة مقسومة إلى شوطين مدة كل شوط 15 دقيقة. - تطبق قاعدة ركلات الجزاء الترجيحية في حال استمرار التعادل في الأشواط الإضافية. - تواجد 12 لاعبة بديلة على مقاعد الاحتياط، يمكن إجراء ما يصل إلى خمسة تغيرات، بالإضافة إلى إمكانية تغيير سادس في حال وصول المباراة للأشواط الإضافية. |